# Alejandro García-Huidobro
Alejandro García-Huidobro Sanfuentes (Santiago de Chile, 19 de abril de 1952) es un político chileno. Miembro del partido Unión Demócrata Independiente (UDI), ha ejercido el cargo de diputado y de senador.

## Biografía
Nació el 19 de abril de 1952, en Santiago. Hijo del agricultor y político del Partido Conservador Alejandro García Huidobro Garcés –quien fue intendente de la Provincia de O'Higgins durante el gobierno de Jorge Alessandri–y Denise Lucienne Sanfuentes Schiff.
Casado con María Eugenia Llompart Cosmelli, y padre de cinco hijos.

### Estudios
Estudió en el Instituto O'Higgins de Rancagua y en el Colegio Sagrados Corazones de Manquehue en Santiago de Chile. Ingresó a la Universidad de Chile donde cursó estudios de administración pública, sin terminarlos.

### Carrera política
Entre 1981 y 1990 fue presidente de la Organización Pequeños Agricultores "Ribera Sur". También fue vicepresidente de la Confederación de Productores Agrícolas de Chile (1988-1993). 
Empezó su carrera en el Congreso cuando fue elegido diputado por el distrito Nº32 de Rancagua en 1993, militando en las filas de la Unión de Centro Centro Progresista (UCCP), siendo reelecto en el cargo en 1997. Presidió dicho partido entre 1996 y 2000. Durante la segunda vuelta de las elecciones presidenciales de 1999, se enfrascó en una disputa con Francisco Javier Errázuriz, considerado el "líder natural" del partido, porque no estaba de acuerdo en dejar a los militantes en libertad de acción para votar. García-Huidobro deseaba apoyar a Joaquín Lavín en el balotaje. Eso hizo que se retirara de la UCC y se integrara a la Unión Demócrata Independiente (UDI). 
Fue así que el 2001 se repostula al mismo escaño de diputado, pero esta vez como militante de la UDI, siendo reelegido con el 41 %. Lo mismo iba a hacer el 2005 y el 2009.
El 27 de julio de 2011 fue designado por la directiva de su partido para ocupar el puesto de senador dejado por Andrés Chadwick, luego de que este renunciara a su escaño para asumir como nuevo Ministro Secretario General de Gobierno de la Administración de Sebastián Piñera.
En la elección parlamentaria de 2013 resultó electo senador por la entonces 9.ª Circunscripción Senatorial, que comprende la totalidad del territorio de la región del Libertador General Bernardo O’Higgins.

## Historial electoral

### Elecciones parlamentarias de 1993
- Elecciones parlamentarias de 1993 a Diputado por el distrito 32 (Rancagua)[4]

### Elecciones parlamentarias de 1997
- Elecciones parlamentarias de 1997 a Diputado por el distrito 32 (Rancagua)[5]

### Elecciones parlamentarias de 2001
- Elecciones parlamentarias de 2001 a Diputado por el distrito 32 (Rancagua)[6]

### Elecciones parlamentarias de 2005
- Elecciones parlamentarias de 2005 a Diputado por el distrito 32 (Rancagua)[7]

### Elecciones parlamentarias de 2009
- Elecciones parlamentarias de 2009 a Diputado por el distrito 32 (Rancagua)[8]

### Elecciones parlamentarias de 2013
- Elecciones parlamentarias de 2013 a Senador por la Circunscripción 9 (Región de O´Higgins)[9]